# Spartanburg County
Spartanburg County ist ein County im Bundesstaat South Carolina der Vereinigten Staaten. Das U.S. Census Bureau hat bei der Volkszählung 2020 eine Einwohnerzahl von 327.997 ermittelt. Der Verwaltungssitz (County Seat) ist Spartanburg.

## Geographie
Das County liegt im Nordwesten von South Carolina, grenzt im Norden an North Carolina und hat eine Fläche von 2122 Quadratkilometern, wovon 21 Quadratkilometer Wasserfläche sind. Es grenzt im Uhrzeigersinn an folgende Countys: Polk County (North Carolina), Rutherford County (North Carolina), Cherokee County, Union County, Laurens County und Greenville County.
Das County wird wie der gesamte Norden von South Carolina der Region Piedmont zugerechnet. Es wird vom Office of Management and Budget zu statistischen Zwecken als Spartanburg, SC Metropolitan Statistical Area geführt.

### Wichtige Städte
- Spartanburg, Sitz des Countys
- Greer, teilweise im Greenville County

## Geschichte
Spartanburg County wurde am 12. März 1785 gebildet und am 1. Januar 1800 in einen Gerichtsbezirk umgewandelt. Am 16. April 1868 wurde es erneut ein County. Benannt wurde es nach dem Spartan Regiment South Carolinas im Amerikanischen Unabhängigkeitskrieg.

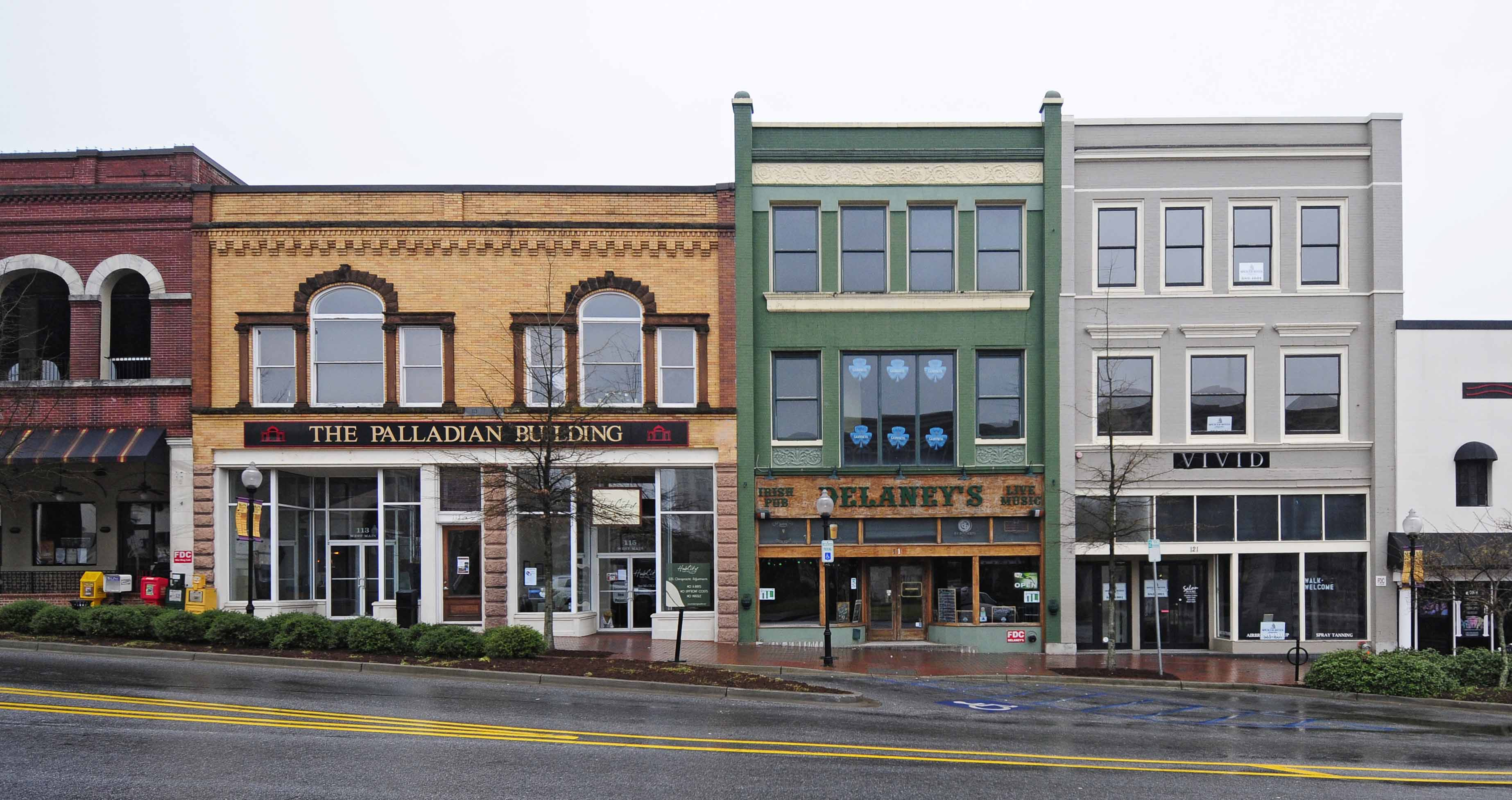
Der Spartanburg Historic District ist einer von 69 Einträgen des Countys im NRHP.

69 Bauwerke und Stätten des Countys sind im National Register of Historic Places (NRHP) eingetragen (Stand 29. Juli 2018).

## Demografische Daten
Nach der Volkszählung im Jahr 2000 lebten im Spartanburg County 253.791 Menschen in 97.735 Haushalten und 69.294 Familien. Die Bevölkerungsdichte betrug 121 Einwohner pro Quadratkilometer. Ethnisch betrachtet setzte sich die Bevölkerung zusammen aus 75,09 Prozent Weißen, 20,79 Prozent Afroamerikanern, 0,22 Prozent amerikanischen Ureinwohnern, 1,47 Prozent Asiaten, 0,03 Prozent Bewohnern aus dem pazifischen Inselraum und 1,35 Prozent aus anderen ethnischen Gruppen; 1,04 Prozent stammten von zwei oder mehr Ethnien ab. 2,79 Prozent der Bevölkerung waren spanischer oder lateinamerikanischer Abstammung.
Von den 97.735 Haushalten hatten 32,2 Prozent Kinder unter 18 Jahre, die bei ihnen lebten. 52,8 Prozent waren verheiratete, zusammenlebende Paare, 13,8 Prozent waren allein erziehende Mütter, 29,1 Prozent waren keine Familien, 24,8 Prozent waren Singlehaushalte und in 9,2 Prozent lebten Menschen mit 65 Jahren oder darüber. Die Durchschnittshaushaltsgröße betrug 2,52 und die durchschnittliche Familiengröße betrug 3,01 Personen.
24,8 Prozent der Bevölkerung war unter 18 Jahre alt. 9,2 Prozent zwischen 18 und 24, 29,9 Prozent zwischen 25 und 44, 23,6 Prozent zwischen 45 und 64 und 12,5 Prozent waren 65 Jahre alt oder älter. Das Durchschnittsalter betrug 36 Jahre. Auf 100 weibliche Personen kamen 94,5 männliche Personen und auf 100 Frauen im Alter von 18 Jahren und darüber kamen 91,3 Männer.
Das jährliche Durchschnittseinkommen eines Haushalts betrug 37.579 USD, das Durchschnittseinkommen einer Familie betrug 45.349 USD. Männer hatten ein Durchschnittseinkommen von 33.002 USD, Frauen 23.911 USD. Das Prokopfeinkommen betrug 18.738 USD. 9,2 Prozent der Familien und 12,3 Prozent der Bevölkerung lebten unterhalb der Armutsgrenze.